# جیک ادیکوف
جیک ادیکوف (انگلیسی: Jake Adicoff؛ زادهٔ ۱۶ مهٔ ۱۹۹۵) ورزشکار و از برندگان مدال طلا پارالمپیک اسکی صحرانوردی اهل ایالات متحده آمریکا است.

## جوایز
وی در مسابقات کشوری و بین‌المللی در مجموع برندهٔ ۱ مدال طلا، ۳ مدال نقره شده است.